# Johannes Minckwitz
Johannes Minckwitz (Leipzig, 11 d'abril de 1843 – Biebrich, 20 de maig de 1901) fou un jugador i escriptor d'escacs alemany.

## Resultats destacats en competició
El seu millor resultat fou un 2n lloc, rere Adolf Anderssen, a Barmen 1869 (8è Congrés de la WDSB). Va empatar als llocs 3r-5è a Hamburg 1869 (2n Congrés de la NDSB, el campió fou Anderssen); empatà als llocs 8è-9è al Torneig de Baden-Baden, considerat el més fort de la història fins al moment (el campió fou Anderssen); fou 3r a Krefeld 1871 (9è Congrés de la WDSB, el campió fou Louis Paulsen); fou 4t a Frankfurt 1878 (12è Congrés de la WDSB, el campió fou L. Paulsen); fou 11è a Leipzig 1879 (1r Congrés de la DSB, el campió fou Berthold Englisch). El 1872 guanyà un matx contra Samuel Mieses a Leipzig (5½–3½)
Empatà al primer lloc amb Max Weiss i Adolf Schwarz a Graz 1880; empatà als llocs 3r-5è a Braunschweig 1880 (13è Congrés de la WDSB, el campió fou L. Paulsen); fou 8è a Wiesbaden 1880 (els guanyadors foren Joseph Henry Blackburne, A. Schwarz i B. Englisch); empatà als llocs 7è-8è a Berlin 1881 (2n Congrés de la DSB, el guanyador fou Blackburne); fou 10è a Hamburg (4t Congrés de la DSB, el guanyador fou Isidor Gunsberg); empatà als llocs 13è-14è a Breslau (6è Congrés de la DSB, el guanyador fou Siegbert Tarrasch), i fou 9è a Berlin 1890 (els guanyadors foren Emanuel Lasker i Berthold Lasker).

## Editor i escriptor
En els períodes 1865–1876 i 1879–1886, fou editor de la Deutsche Schachzeitung i autor de diversos llibres: Das ABC des Schachspiels (Leipzig 1879), Humor in Schachspiel (Leipzig 1885) i Der kleine Schachkönig (Leipzig 1889).